# Lagenocarpus griseus
Lagenocarpus griseus är en halvgräsart som först beskrevs av Johann Otto Boeckeler, och fick sitt nu gällande namn av Hans Heinrich Pfeiffer. Lagenocarpus griseus ingår i släktet Lagenocarpus och familjen halvgräs. Inga underarter finns listade i Catalogue of Life.